# Рива, Марио
Марио Рива (итал. Mario Riva; 1900, Лентате-суль-Севезо — 18 октября 1943, Колашин) — итальянский военный, капитан Королевской итальянской армии, после капитуляции Италии перешёл на сторону Народно-освободительной армии Югославии.

## Биография
До войны был рабочим. В 1940 году призван в армию Италии, дослужился до звания лейтенанта и отправился в Албанию. Командовал 3-м батальоном 83-го полка 16-й пехотной дивизии «Венеция». На момент подписания перемирия с западными союзниками располагался в Колашине. После капитуляции его подразделение было обнаружено силами 4-й черногорской пролетарской ударной бригадой: югославские партизаны после миномётного и пулемётного обстрела не только загнали итальянцев на гору Башани, но и разбили четников капитана Шуковича, к которым переметнулась часть итальянцев. Рива после долгих уговоров вынужден был сдаться и перейти с оставшимися подчинёнными на сторону партизан.
На основе солдат близ Колашина был создан 2-й партизанский батальон «Италия» из 150 человек, которыми командовал тот самый Марио. Однако спустя некоторое время после перехода на сторону партизан он снова оказался в пылу битвы: ему пришлось столкнуться против отряда четников и итальянцев под командованием майора Джордже Лашича, которые пытались взять Колашин. Капитан Рива вынужден был стрелять по бывшим сослуживцам, ведя по ним огонь из артиллерии. Партизаны были впечатлены действиями Марио, свидетелем участия Марио в бою был наводчик из бригады Симо Симович, который из интереса наблюдал за действиями Марио. Владета Селич писал в своих воспоминаниях следующее:

На горе Башани нас ждал рыжебородый капитан Рива, который встретил нас воинским приветствием. Кое-как мы объяснили ему цель нашего визита, и он сразу же показал большую предусмотрительность, чтобы позволить нам увидеть всё, что нужно. На позиции часто разрывались артиллерийские снаряды, которые выпускала итальянская артиллерия армии четников из Шливовицы. Поэтому капитан Рива попросил нас пройти в его убежище, которое было полностью безопасным. Это убежище выглядело точно так же, как наше на Барутани. Отлично были проложены рвы, а хижины защищали людей от взрывов. Итальянцы правильно использовали рвы, и никто не появлялся рядом с ними. В самом центре убежища располагались четыре миномёта с расчётами, расставленные в форме какого-то квадрата. В середине квадрата было что-то вроде небольшого земляного подиума, на котором находился офицер, командовавший расчётами миномётов. Это был младший лейтенант в застёгнутой и элегантной униформе, настолько опрятной, как будто он только что сюда прибыл. Очевидно, по поведению и позе это был профессиональный офицер, который последовательно выполнял то, чему его учили в военной школе. Своим внешним видом он подчёркивал, что действует неожиданно и неординарно в текущей ситуации. Напоминал киноактёра, которому режиссёр приказал сыграть роль героического воина в военном фильме. И ту роль он исполнил просто превосходно. В руке он держал небольшую палочку, словно дирижируя оркестром, и миномётным расчётам лично давал указания по расстоянию, углу и снарядам. Каждый командир расчёта громко повторил его команду, которую подчинённые с фантастической скоростью выполняли, чтобы всё завершилось в конце командой лейтенанта: «Fuoco! — Огонь!» Тут же последовал залп из четырёх стволов, напоминавший какую-то симфонию. Мы с Симо были поражены скоростью стрельбы. Из одного орудия мы вели огонь по четникам. Выпустили 14 снарядов из него, а в итоге оказалось 56, следовательно. Всегда считалось ранее, что миномёт — скорострельное оружие. Но самое глубокое впечатление на нас произвёл младший лейтенант. За всё время, пока он командовал подчинёнными, он не обращал на разрывавшиеся снаряды вокруг него. Расчёты миномётов покинули на время позицию, а после того, как рассеялся дым, мы увидели его на том же месте, где и ранее видели. В таком положении он и погиб после прямого попадания.
Оригинальный текст (серб.)На Башањем брду дочека нас риђобради капетан Рива војничким поздравом. Некако му објаснисмо циљ наше посјете и он одмах показа велику предусретљивост да нам омогући да видимо све што желимо. На положају су се учестано распрскавале топовске гранате којима их је гађала италијанска артиљерија у саставу четника са Шљивовице. Због тога нас капетан Рива замоли да уђемо у његов заклон који је био потпуно безбједан. И овај положај био је израђен на исти начин као и наш на Барутани. Одлично изграђени ровови и заклони обезбјеђивали су људе од експлозије. Италијани су се зналачки корстили рововима и нико се није непотребно појављивао изван њих. У самом центру овог положаја налазила су се четири минобацача са посадама, распоређена у облику неке врсте квадрата. У средини квадрата било је нешто слично малом земљаном подијуму на коме се налазио официр који је командовао минобацачима. Био је то млади поручник у утегнутој и елегантној униформи, сасвим чистој, као да је тек стигао из позадине на положај. Очигледно, по држању и по свему био је активни официр професионалац, који се досљедно држи онога што је научио у војним школама. Својим држањем и појавом некако је дјеловао неочекивано и нестварно у постојећој ситуацији. Личио је на филмског глумца коме је режисер дао да одглуми једну херојску епизоду из неког ратног филма. И, доиста, он је улогу одиграо до краја савршено. У руци је држао мали штапић као неки диригент оркестра и минобацачким посадама издавао елементе даљине, углова, пуњења мина. Сваки вођа минобацача би гласно поновио његову команду које су послужиоци фантастичном брзином извршавали да би се све то на крају завршило поручниковом командом: „Фуоко — ватра!" А онда би отпочела брзометна канонада мина из четири цијеви, која је подсјећала на неку симфонију. Симо и ја смо били задивљени брзином испаљивања мина. Бројали смо мине из једне цијеви које су се истовремено нашле у ваздуху на путу према четницима. Избројасмо четрнаест мина. Значи 56 комада одједанпут. Увијек сам прије тога сматрао да је бацач мина спорогађајуће оруђе. Али, ипак, најдубљи утисак, од свега, на нас је оставио млади поручник. За цијело вријеме док је извршавао овај обред командовања није се уопште обазирао на топовске гранате које су се свугдје око њега распрскавале. Посада бацача би се увијек на вријеме склониле док би поручника, чим се дим и прашина растурили, увијек угледали на истом малом подијуму, гдје смо га мало прије видјели. У таквом положају је и погинуо, погођен скоро директним поготком.

Вплоть до 4 октября 1943 на Колашин продолжали совершать нападения четники и итальянцы. Прибытие 2-й далматинской пролетарской ударной бригады позволило отбросить противника. Во время артобстрела погиб Юрица Рибар, сын доктора Ивана Рибара и брат Иво Лолы Рибара. 10 октября партизаны взяли Беране и добились перехода всех итальянцев из дивизии «Венеция» на сторону НОАЮ.
В середине октября 1943 года немецкая армия с целью разоружения итальянцев начала операцию «Балканшлухт»: из Вены и Подгорицы в направлении Беране и Колашина двинулись в наступление соответственно 297-я пехотная и 118-я егерская дивизии. 4-я пролетарская бригада держала линию от Лиевы-Риеки до Матешево. Капитан Марио Рива 18 октября получил от командира бригады задание с батальоном занять косу Вели-Ивани на дороге Подгорица-Матешево и прикрывать 4-ю бригаду. В бою против немецкой колонны капитан Рива был смертельно ранен, а его батальон оставил позицию.

## Память
- Капитан Марио Рива был награждён золотой медалью «За воинскую доблесть» со следующей формулировкой:

Он отказался в неприемлемых условиях, выбранных немцами, несмотря на риски и неизвестность, исполнять приказы. Командир роты стрелков был изолирован в крепости в окружении превосходящих сил противника и атаковал в лоб противника с упорством и стойкостью. В дальнейших кровопролитных столкновениях против жестоких формирований немцев и четников он снова доказал мужество и личную решимость, подбодрив своих людей и заменив погибших; впервые в истории предотвратил большую угрозу и преградил путь противнику. Гордо стоял против неутомимого врага и был убит миномётным снарядом, но нашёл в себе силы, чтобы обессмертить своё священное имя ради Отечества.
Оригинальный текст (итал.)Rifiutava di ottemperare alle disonorevoli condizioni imposte dai tedeschi malgrado i rischi e le incognite insiti in tale decisione. Comandante di compagnia fucilieri rimasta isolata in caposaldo e circondato da preponderanti forze nemiche teneva testa all’avversario con tenacia e valore. In successivo violento scontro con agguerrite formazioni tedesche e cetniche dava ripetute prove di coraggio e di pronta decisione, prodigandosi nel rincuorare i propri uomini, nel sostituire i caduti; sempre primo ove maggiore era il pericolo per sbarrare il passo all’avversario. Mentre si ergeva fieramente contro il nemico incalzante, colpito a morte da una bomba da mortaio, trovava ancora la forza di invocare il nome sacro della Patria.

- Рива стал фактически легендой среди партизан, его образ использовался во многих послевоенных художественных фильмах. Так, в фильме «Битва на Неретве» роль Микеле Рива — прототипом которого и стал Марио Рива — сыграл итальянец Франко Неро.